# Broken Promise Land
Broken Promise Land är ett album av Weeping Willows utgivet 1997. Skivan rankades av Sonic Magazine i juni 2013 som det 67:e bästa svenska albumet någonsin.

## Låtlista
Alla låtar är om inget annat angivet skrivna av Magnus Carlson och Weeping Willows
1. "So It's Over" - 3:54
2. "Under Suspicion" - 4:11
3. "I Didn't Know" - 3:41
4. "Blue and Alone" - 4:05
5. "I'm Failing in Love" - 3:50
6. "Your Eyes" - 4:05
7. "Broken Promise Land" (Magnus Carlson, Anders Hernestam, Weeping Willows) - 4:40
8. "Echoes of Your Breath" - 3:19
9. "Eternal Flames" - 3:51
10. "Good Night Moon" - 3:09
11. "Louisa" - 3:30
12. "Try It Once Again" - 3:34

## Medverkande musiker
- Weeping Willows:
  - Magnus Carlson - Sång
  - Anders Hernestam - Trummor, percussion, omnichord
  - Stefan Axelsen - Bas, sampler
  - Ola Nyström - Gitarr
  - Thomas Sundgren - Tamburin, percussion
  - Mats Hedén - Klaviatur
  - Niko Röhlcke - Gitarr, pedalsteel, piano, logan-string m.m
- Övriga musiker:
  - Ulrika Freccero - Sång
  - Pål Svenre - Flygel, keyboards
  - Torbjörn Svedberg - Vibrafon, marimba, Pukor, klockor
  - Sara Edin - Soloviolin
  - Simon Norrthon - Triangel
  - Titiyo - Kör
  - André De Lange - Kör
  - Margaretha Jalkéus - Kör
  - Britta Bergström - Kör
  - Angela Holland - Kör
  - Erika Essen-Möller - Kör
  - Peter Asplund - Trumpet
  - Hans Dyvik - Trumpet
  - Olle Holmquist - Trombon
  - Mikael Anderfjärd - Trombon
  - Magnus Blom - Saxofon, flöjt
  - Per "Ruskträsk" Johansson - Saxofon, flöjt, klarinett
  - Tommy Knutsson - Valthorn
  - Håkan Nygvist - Valthorn
  - Josef Cabrales-Alin - Violin
  - Christian Bergqvist - Violin
  - Elisabet Bodén - Violin
  - Torbjörn Bernhardsson - Violin
  - Saara Nisonen-Öman - Violin
  - Monika Stanikowska - Violin
  - Martin Stensson - Violin
  - Per Fahlén - Violin
  - Andes Lagerqvist - Violin
  - Mikael Sjögren - Viola
  - Elisabeth Arnberg - Viola
  - Hans Åkesson - Viola
  - Svein H. Martinsen - Viola
  - Ulf Forsberg - Viola
  - Eva Fahlén - Viola
  - Martin Saving - Viola
  - Fredrik Ström - Viola
  - Monica Jönsson - Cello
  - Åsa Forsberg - Cello
  - Åsa Åkerberg - Cello
  - Anna Wallgren - Cello
  - Michael Karlsson - Kontrabas

## Listplaceringar
| Lista (1997-1999) | Topplacering |
| ----------------- | ------------ |
| Sverige           | 13 .         |